# Benamaurel
Benamaurel è un comune spagnolo di 2 383 abitanti situato nella provincia di Granada.
Tra Benamaurel e Baza i fiumi Fardes e Guardal confluiscono per formare il fiume Guadiana Menor.